# Пихтень
Пихтень — деревня в Осташковском городском округе Тверской области.

## География
Находится в западной части Тверской области на расстоянии приблизительно 20 км на запад-юго-запад по прямой города Осташков на юго-западном берегу озера Глубокое.

## История
Деревня была показана ещё на карте 1825 года. В 1859 году здесь (сельцо Осташковского уезда) было учтено 28 дворов, в 1939 — 57. До 2017 года входила в Хитинское сельское поселение Осташковского района до их упразднения.

## Население
Численность населения: 273 человека (1859 год), 14 (русские 100 %) в 2002 году, 9 в 2010.